# Dobrzany (plaats)
Dobrzany (Duits: Jacobshagen) is een stad in het Poolse woiwodschap West-Pommeren, gelegen in de powiat Stargardzki. De oppervlakte bedraagt 5,34 km², het inwonertal 2463 (2005).

## Verkeer en vervoer
- Station Dobrzany